# Vårsta
Vårsta is een plaats in de gemeente Botkyrka in het landschap Södermanland en de provincie Stockholms län in Zweden. De plaats heeft 2353 inwoners (2005) en een oppervlakte van 139 hectare.

## Verkeer en vervoer
Bij de plaats lopen de Länsväg 225, Länsväg 226 en Länsväg 257.